# Thomas Denman, 3. baron Denman
Thomas Denman, 3. baron Denman (Thomas Denman, 3rd Baron Denman of Dovedale) (16. listopadu 1874, Londýn, Anglie – 24. června 1954, Hove, Anglie) byl britský státník ze šlechtické rodiny. Od mládí zasedal s titulem barona ve Sněmovně lordů, kde se uplatnil jako politik Liberální strany. V letech 1911–1914 byl generálním guvernérem v Austrálii, od konce první světové války žil v soukromí na svých statcích v jižní Anglii.

## Životopis

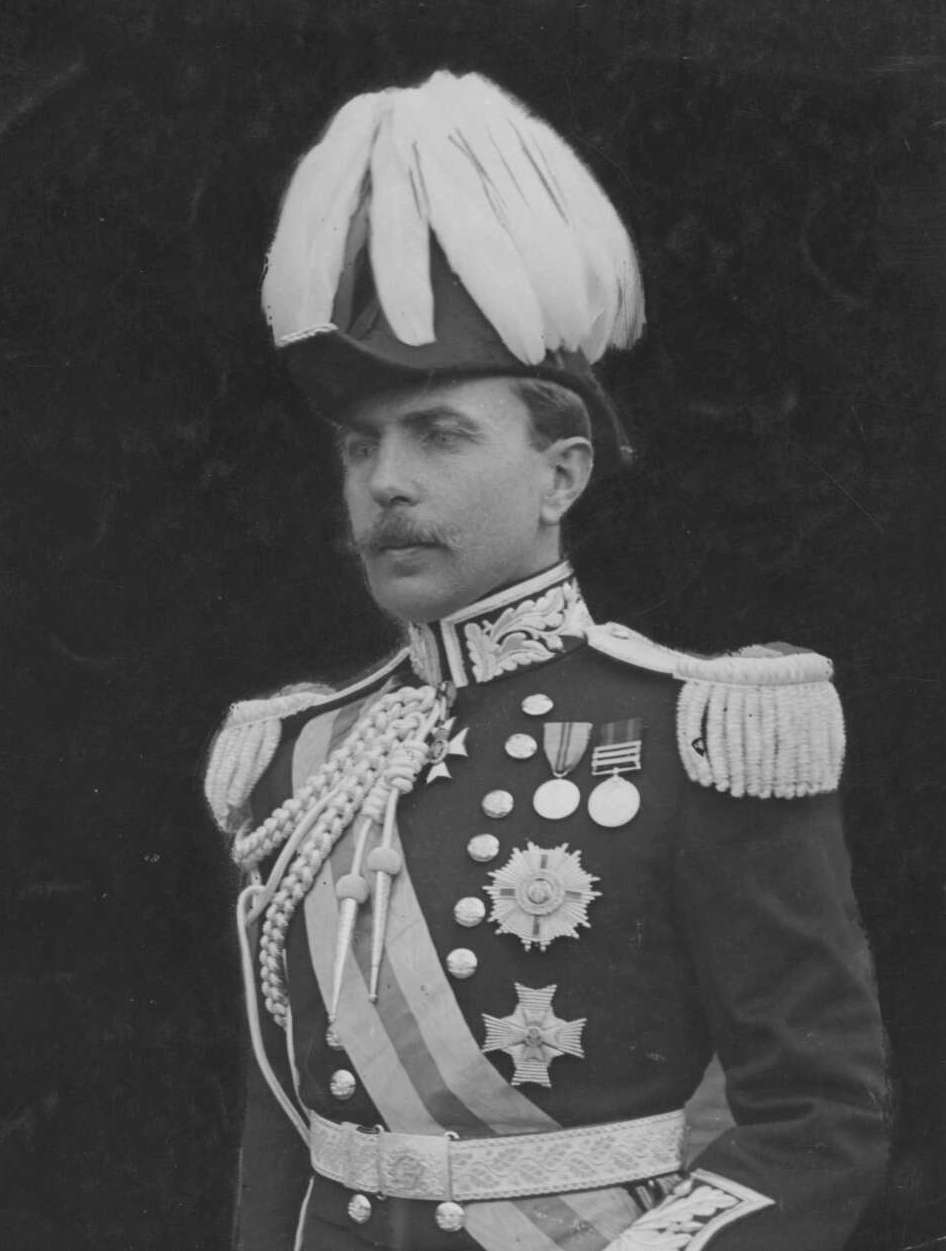
Baron Thomas Denman v uniformě vrchního velitele Austrálie

Pocházel ze šlechtické rodiny, titul barona získal v roce 1834 významný právník Thomas Denman (1779–1854). Thomas Denman se narodil jako starší syn právníka Richarda Denmana (1842–1883), titul barona zdědil po prastrýci Thomasovi jako devatenáctiletý v roce 1894, po dosažení zletilosti vstoupil do Sněmovny lordů. Mezitím studoval na vojenské škole v Sandhurstu a vstoupil do armády. Původně sloužil ve Skotsku, poté se zúčastnil búrské války a dosáhl hodnosti kapitána (1900) a majora (1902). Do té doby se potýkal s finančními problémy, vstup do veřejného života mu umožnil sňatek s Gertrude Pearson (1884–1954) z bohaté průmyslnické rodiny. Zapojil se mezi aktivní peery z řad liberálů, v letech 1905–1907 byl lordem komořím Eduarda VII. a za Campbell–Bannermanovy vlády získal funkci kapitána královské gardy (1907–1908, úřad získal po hraběti Beauchampovi, který tehdy přešel na post nejvyššího hofmistra), od roku 1907 byl též členem Tajné rady. V letech 1909-1911 byl místopředsedou Sněmovny lordů. V roce 1909 obdržel Královský řád Viktoriin a při příležitosti korunovace Jiřího V. získal velkokříž Řádu sv. Michala a sv. Jiří
Na návrh ministra kolonií Lewise Harcourta byl jmenován generálním guvernérem v Austrálii (1911–1914). Jako skromně vystupující liberální politik získal v Austrálii značnou popularitu, z věna své manželky navíc dotoval veřejně prospěšné aktivity, na druhou stranu se těžce smiřoval s degradací politické úlohy úřadu generálního guvernéra. Během jeho funkčního období se hlavním městem Austrálie stala nově vystavěná Canberra (1913). Zklamán politickým vývojem, ale i z rodinných a zdravotních důvodů nedokončil pětileté funkční období a odstoupil v květnu 1914 (novým generálním guvernérem se stal Sir Ronald Munro–Ferguson). Jako důstojník se zúčastnil počátku první světové války, ale pak již vystupoval jen z pozice člena Sněmovny lordů. Podporoval premiéra Asquitha, ale po ztrátě vlivu Liberální strany odešel do soukromí a žil na venkovském sídle v Sussexu, kde také zemřel. V hrabství Sussex zastával funkci smírčího soudce.

## Rodina

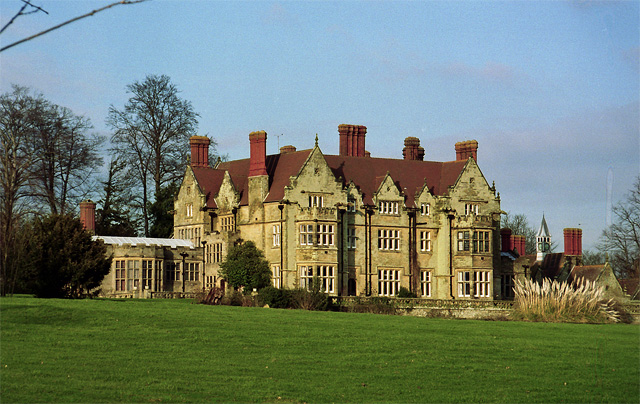
Balcombe Place (Sussex, sídlo barona Denmana od roku 1905

V roce 1903 se oženil s Gertrude Pearson (1884–1954), dcerou bohatého podnikatele v naftovém a těžebním průmyslu Weetmana Pearsona (1856–1927). Pearson své dceři koupil v roce 1905 panství Balcombe v Sussexu, zámeček Balcombe Place se stal po návratu z Austrálie trvalým sídlem manželů Denmanových. Měli spolu dvě děti, syn Thomas Denman, 4. baron Denman (1905–1971), byl dědicem titulu barona, dcera Anne Judith Denman (1907–1987) se provdala za důstojníka Sira Waltera Burrella (1903–1985), prezidenta Královské zemědělské společnosti.
Thomasův mladší bratr Sir Richard Denman (1876–1957) byl dlouholetým členem Dolní sněmovny, v koaličních vládách zastával několik ministerských funkcí a v roce 1945 získal titul baroneta.